# Torre Muztagh
La torre Muztagh (en urdú موز تاغ ٹاور), també anomenat Mustagh Tower) és una muntanya de la Baltoro Muztagh, part de la gran serralada del Karakoram, al Baltistan, en la frontera entre la regió de Gilgit-Baltistan del Pakistan i el Xinjiang, a la Xina. Es troba entre les conques de les glaceres de Baltoro i Sarpo Laggo. Amb 7.276 msnm i una prominència de 1.710 metres, és la 91a muntanya més alta de la Terra.

## Història
La característica silueta de la torre Muztagh es va fer famosa a principis del segle xx gràcies a les fotografies fetes per Vittorio Sella durant l'expedició al K2 de l'escalador i explorador Lluís Amadeu de Savoia-Aosta.

## Ascensions

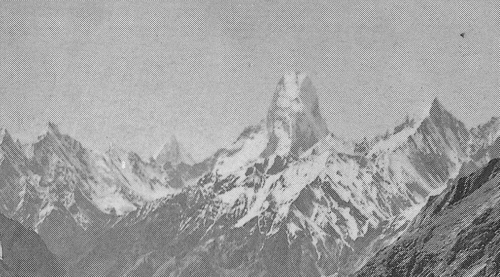
Torre Muztagh el 1909

Quasi cinquanta anys després de la presa de la foto de Sella, el 1956, la seva fotografia va inspirar dues expedicions per aconseguir la primera ascensió. Les dues expedicions van trobar que l'accés era menys difícil del que la fotografia de Sella suggeria. L'expedició britànica, formada per John Hartog, Joe Brown, Tom Patey i Ian McNaught-Davis, va accedir al cim des de la glacera Chagaran, per la cresta del nord-oest el 6 de juliol. Cinc dies després hi va arribar l'expedició francesa, formada per Guido Magnone, Robert Paragot, André Contamine i Paul Keller per l'aresta est.
El 1984 es va fer la primera ascensió al cim inferior (7.180 metres) per l'aresta nord-est. Aquell mateix any hi hagué la tercera ascensió del cim principal per una expedició britànica i el 1990 hi hagué la quarta ascensió.